# Wilford Woodruff
Wilford Woodruff (Farmington, Connecticut, 1 de marzo de 1807 - San Francisco, California, 2 de septiembre de 1898) fue el cuarto presidente de la Iglesia de Jesucristo de los Santos de los Últimos Días, desde 1889 hasta su muerte en 1898. Asumió en reemplazo de John Taylor, quien también dejó el puesto tras su muerte en 1887. Como presidente de dicha iglesia es considerado por sus miembros un profeta, vidente y revelador de Dios. Woodruff dedicó el templo de Salt Lake, poco después de la muerte de John Taylor.

## Primeros años
Woodruff fue uno de los nueve hijos de Bulah Thompson y Aphek Woodruff, un molinero que trabaja en Farmington, Connecticut. La madre de Wilford, Bulah Thompson, murió de "fiebre manchada" en 1808 a la edad de 26 años, cuando Wilford tenía quince meses. Fue criado por su madrastra Azubah Hart. Cuando era joven, Woodruff trabajaba en un aserradero y un molino de harina propiedad de su padre.
Woodruff se unió a la Iglesia de Jesucristo de los Santos de los Últimos Días el 31 de diciembre de 1833. En ese momento, la iglesia contaba con unos pocos miles de creyentes agrupados alrededor de Kirtland, Ohio. El 13 de enero de 1835, Woodruff dejó Kirtland en su primera misión a tiempo completo en Arkansas y Tennessee.

## Matrimonio y familia
Al igual que muchos de los primeros Santos de los Últimos Días, Woodruff practicó la poligamia como una doctrina eclesiástica. Se casó con nueve mujeres (aunque algunos historiadores afirman que pudieron ser entre 10 y 12). Sus esposas fueron:
- Phoebe Whittemore Carter (8 de marzo de 1807 - 10 de noviembre de 1885), m. 13 de abril de 1837
- Mary Ann Jackson, (18 de febrero de 1818 - 25 de octubre de 1894) m. 2 de agosto de 1846 (divorcio)
- Sarah Elinor Brown, (22 de agosto de 1827 - 25 de diciembre de 1915) m. 2 de agosto de 1846 (separados después de 3 semanas)
- Mary Caroline Barton, (12 de enero de 1829 - 10 de agosto de 1910) m. 2 de agosto de 1846 (separados después de 3 semanas)
- Mary Meek Giles Webster (6 de septiembre de 1802 - 3 de octubre de 1852) m. 28 de marzo de 1852
- Emma Smith (1 de marzo de 1838 - 4 de marzo de 1912) m. 13 de marzo de 1853
- Sarah Brown (1 de enero de 1834 - 9 de mayo de 1909), m. 13 de marzo de 1853
- Sarah Delight Stocking (26 de julio de 1838 - 28 de mayo de 1906) m. 31 de julio de 1857
- Eudora Young Dunford (12 de mayo de 1852 - 21 de octubre de 1921) m. 10 de marzo de 1877 (divorcio)[4]

## Hechos
En 1839 fue enviado a Inglaterra bautizando a 2.000 conversos.  Regresó a EE.UU en 1841. En 1844 fue enviado a territorios de este americano donde se enteró del asesinato de los hermanos Smith en Carthage,  Illinois en junio de ese año.
Retornó de inmediato a Nauvoo y apoyó el éxodo mormón hacia el oeste lejano. Estando en Utah, fungió como historiador de la iglesia y presidente del Templo de Saint George desde 1856 a 1889. A la muerte del presidente John Taylor es el apóstol con mayor antigüedad.  El 7 de abril de 1889 es sostenido como presidente, profeta y revelador de la iglesia, siendo el cuarto sucesor de Joseph Smith.

### Término de la práctica doctrinal de la poligamia
Wilford Woodruff tuvo la difícil tarea de suspender mediante un manifiesto, la práctica de la poligamia ejercida por 40 años en pro de cumplir las leyes del país: ley Morrill y  ley Edmunds-Tucker que prohibía esta forma de matrimonio plural. Aunque este manifiesto no disolvió los matrimonios plurales existentes, las relaciones con los Estados Unidos mejoraron considerablemente después de 1890, ya que Utah se le admitió como un Estado de EE.UU